# Lennard Kämna
Lennard Kämna (Wedel, 9 de septiembre de 1996) es un ciclista profesional alemán que desde 2025 corre para el equipo Lidl-Trek.

## Palmarés
2014
- Gran Premio Rüebliland

2015
- 1 etapa del Giro del Valle de Aosta
- 3.º en el Campeonato Mundial Contrarreloj sub-23

2016
- Campeonato Europeo Contrarreloj sub-23

2017
- 2.º en el Campeonato Mundial en Ruta sub-23

2020
- 1 etapa del Critérium del Dauphiné[1]
- 1 etapa del Tour de Francia

2021
- 1 etapa de la Volta a Cataluña

2022
- 1 etapa de la Vuelta a Andalucía
- 1 etapa del Tour de los Alpes
- 1 etapa del Giro de Italia
- Campeonato de Alemania Contrarreloj

2023
- 1 etapa del Tour de los Alpes
- 1 etapa de la Vuelta a España

2025
- 3.º en el Campeonato de Alemania Contrarreloj

## Resultados en Grandes Vueltas y Campeonatos del Mundo
Durante su carrera deportiva ha conseguido los siguientes puestos en las Grandes Vueltas:
| Carrera              | Carrera              | 2015 | 2016 | 2017 | 2018 | 2019 | 2020 | 2021 | 2022 | 2023 | 2024 | 2025 |
| -------------------- | -------------------- | ---- | ---- | ---- | ---- | ---- | ---- | ---- | ---- | ---- | ---- | ---- |
|                      | Giro de Italia       | —    | —    | —    | —    | —    | —    | —    | 19.º | 9.º  | —    | —    |
|                      | Tour de Francia      | —    | —    | —    | —    | 40.º | 33.º | —    | Ab.  | —    | —    | —    |
|                      | Vuelta a España      | —    | —    | Ab.  | —    | —    | —    | —    | —    | 30.º | —    | —    |
| Mundial Contrarreloj | Mundial Contrarreloj | —    | —    | —    | —    | —    | —    | —    | —    | 18.º | —    | —    |

—: no participa

Ab.: abandono

## Equipos
- Team Stölting (2015)
- Stölting Service Group (2016)
- Team Sunweb (2017-2019)
- Bora-Hansgrohe[2] (2020-2024)
  - Bora-Hansgrohe (2020-2024)[3]
  - Red Bull-BORA-hansgrohe (2024)[4]
- Lidl-Trek (2025-)